# Jerzy Fryderyk Wojciechowski
Jerzy Fryderyk Wojciechowski (ur. 2 czerwca 1987 w Poznaniu) – polski kompozytor, doktor nauk humanistycznych w zakresie nauk o sztuce w specjalności muzykologia, aranżer, skrzypek, pianista, pedagog, animator, członek zwyczajny Związku Kompozytorów Polskich, filister honoris causa korporacji akademickiej K! Magna-Polonia.

## Życiorys
Urodził się w rodzinie z tradycjami muzycznymi. Uczęszczał do Państwowej Szkoły Muzycznej I stopnia im. Karola Kurpińskiego i Szkoły Muzycznej II stopnia im. Fryderyka Chopina. Ukończył XXV Liceum Ogólnokształcące im. Generałowej Jadwigi Zamoyskiej w Poznaniu. W latach 2003–2007 prywatnie uczył się kompozycji u prof. dr hab. Zbigniewa Kozuba. W 2011 skończył muzykologię na Uniwersytecie im. Adama Mickiewicza w Poznaniu, a w 2012 – Akademię Muzyczną im. Ignacego Jana Paderewskiego w Poznaniu. W roku 2023 obronił pracę doktorską w Instytucie Muzykologii Uniwersytetu im. Adama Mickiewicza w Poznaniu.

## Muzyka
Kompozytor określa swój sposób komponowania jako palimpsest. Oznacza to, że prócz tematu, inspiracji pozamuzycznych istnieje wewnątrz utworu cytat, fragment innej kompozycji, nad którą Wojciechowski nadpisuje swoje dzieło. Motywy pobiera nie tylko z muzyki klasycznej, ale często z muzyki popularnej. Fragmenty zapożyczone możliwe są czasem do usłyszenia, lecz nie jest to regułą. Motywy innych twórców są dopasowywane tematyką, charakterem do nowej kompozycji, nie jest to nigdy przypadkowy wybór.
Do największych osiągnięć kompozytorskich należą: opera kameralna Bleee... do libretta Maliny Prześlugi wystawiana w Teatrze Wielkim w Poznaniu, opera kameralna Ofelia nagrodzona dwoma nagrodami przez Teatr Wielki w Poznaniu na konkursie Metafory Rzeczywistości; Romek będący zamówieniem Wielkopolskiego Muzeum Niepodległości na inaugurację obchodów 60. rocznicy Powstania Poznańskiego Czerwca 1956 roku; Erynie napisane na zamówienie orkiestry barokowej Accademia dell’Arcadia na 10-lecie zespołu i wykonywane podczas jubileuszowego tournée; opera kameralna Tej! napisana w gwarze poznańskiej dla Festiwalu Opera Know-How; Gemini napisane dla nowojorskiego Zodiac Trio; Bajka – Pegasos – Peirene stworzone na potrzeby dwóch koncertów w Jersy City i Nowym Jorku; kompozycja Le conte du jambon de la Mandarine zdobyła drugie miejsce w XVII Konkursie Kompozytorskim im. Adama Didura; Proitedes wyróżnione podczas finału 58. Konkursu im. Tadeusza Bairda.
Komponuje również muzykę do filmów (Fuga D w reżyserii Alicji Stasiak) i animacji (Gerard reżyseria i animacja Edward Kurczewski). Muzyka Wojciechowskiego była obecna na festiwalach Nowe Horyzonty we Wrocławiu (Fuga D), Dwa Brzegi w Kazimierzu nad Wisłą (Fuga D), Festiwal filmowy – Młodzi i Film (Fuga D) oraz na Festiwalu Polskich Animacji w Mińsku i Grodnie (Gerard). Wojciechowski ma na swoim koncie dwa koncerty monograficzne (wrzesień 2012, listopad 2013).
Jego kompozycja Gemini znalazła się w 2016 na płycie zespołu Zodiac Trio pt. Dreamtime wydanej przez Blue Graffin Recording. Jako skrzypek brał udział w sesjach nagraniowych, a także uczestniczy w wykonawstwie podczas koncertów następujących płyt: Marek Majka – płyta Z żywymi napiję się wódki (wydana w 2014), Hubert Tas – płyta Roots (wydana w 2015), Hubert Tas and the Small Circle – płyta Mechanism (wydana w 2016). W 2019 otrzymał stypendium artystyczne Marszałka Województwa Wielkopolskiego, w 2020 stypendium Ministra Kultury i Dziedzictwa Narodowego, w 2021 stypendium Funduszu Popierania Twórczości ZAiKS, w 2024 Narodowego Instytutu Muzyki i Tańca – zamówienia kompozytorskie, w roku 2025 stypendium artystyczne Marszałka Województwa Wielkopolskiego.

## Twórczość[26]

### Utwory wokalne
- INRI (2008)
- Sun (2008)
- Cztery fraszki do słów Jana Kochanowskiego (2009)
- Gaelic Prayer (2014)
- Vin blanc (2015)
- Chciałbym oskrzydlić ci wnętrze (2018)
- Lubię barwy op. 13

### Utwory instrumentalne
- Deux œuvres se riant des yeux en verre brisés (2008)
- La lune vieillie (2008)
- Quatuor à cordes No. 1 (2009)
- Swan-Nightjar (2009)
- L’Œil No. 1 (2009)
- L’Œil No. 2 (2010)
- Deux œuvres se riant de faire un pied nez de Chopin (2010)
- Quelque Part (2010)
- L’Œil No. 3 (2010)
- Quatuor à cordes No. 2 (2010)
- L’Œil No. 4 (2011)
- Hrapina (2011)
- Kwinta, kwarta na wezwanie (2011)
- Pies Lampo (2011)
- Bassin de Siloé (2011)
- L’Œil No. 5 (2012)
- Cyrk (2012)
- Erynie (2013)
- Caccia (2013)
- Mojry (2013)
- Atalanta (2013)
- Gemini (2013)
- Mnemosyne (2013)
- Artemis (2013)
- Polka (2014)
- To Cythera/From Cythera (2014)
- Inter arma silent musæ (2014)
- Hekate (2014)
- Aristaios (2014)
- Bajka – Pegasos – Hippokrene (2014)
- Bajka – Pegasos – Peirene (2015)
- Hermes (2016)
- Polonez na pogrzeb zimy (2016)
- Romek (2016)
- Proitedes (2017)
- Chciałbym zakręcić ci w głowie wiwatem (2017)
- Chciałbym zwiastować ci koniec (2018)
- Chciałbym podziękować ci za naukę (2018)
- Chciałbym osławić ci mazurka (2018)
- I Trio fortepianowe op. 4 (2021)
- Wincenty Ferreriusz op. 7 (2021)
- Mazurek op. 8 (2021)
- I Pielgrzym op. 10 (2022)
- Sonata na klarnet i fortepian op. 15 (2022)
- II Trio fortepianowe op. 16 (2022)
- Rapsodia na klarnet i fortepian op. 19 (2024)

### Utwory wokalno-instrumentalne
- Moje ekwiwalenty (2008)
- Le conte du Jambon de la Mandarine (2009)
- Michał z Sodomy (2010)
- Pastuszkowie mili (2010)
- Dziwny ogród (2012)
- Z (2012)
- Momos I (2015)
- Chciałbym zaświergotać ci Wolsztyn (2018)
- Mały Kwiatek op. 2 (2020)
- Fäden op. 3 (2020)
- Błażej Sebastiański op. 5 (2021)
- Cukiernia ciast trujących op. 6 (2021)
- Mucha op. 11 (2023)
- Słupek światła z wariacjami op. 12 (2023)
- Bar Zyty op. 14 (2022)

### Utwory sceniczne
- Recital dla ukochanej (2008)
- Rain (2014)
- Tej! (2015)
- Opera Wilda (2017)
- Ofelia (2017)
- Tweetopera op. 1 (2020)
- Bleee... op. 9 (2022)
- Tętent op. 18

### Muzyka filmowa
- Fuga D (2014)
- Gerard tale of a men (2015)
- Chciałbym przyjść ci od Warty (2018)

### Happeningi
- Marsz okarynowy
- Orkiestra garncarska
- Przejście muzyczne
- Gwarny chór

## Nauka

### Prace naukowe
- Paweł Kochański – Karol Szymanowski: współpraca artystyczna (2011) – praca magisterska napisana u prof. dr hab. Danuty Jasińskiej na Uniwersytecie im. Adama Mickiewicza w Poznaniu[27]
- Związki słowno-muzyczne w Wyznaniach Witolda Szalonka (2012) – praca magisterska napisana u prof. dr hab. Moniki Kędziory w Akademii Muzycznej im. Ignacego Jana Paderewskiego w Poznaniu[27]
- Kwartety smyczkowe Krzysztofa Meyera. Idea – forma – język (2023) – praca doktorska napisana u prof. dr hab. Justyny Humięckiej-Jakubowskiej na Uniwersytecie im. Adama Mickiewicza w Poznaniu[27]

### Publikacje
- Problem aluzji i autoaluzji w kontekście III Kwartetu smyczkowego op. 27 Krzysztofa Meyera[28] (2023)
- Problem kolorystyki w Impromptu multicolore na dwa fortepiany Krzysztofa Meyera[29] (2023)
- Charakterystyka współpracy artystycznej Pawła Kochańskiego i Karola Szymanowskiego[30] (2023)
- Mironczarnia Mirona Białoszewskiego jako asumpt do improwizacji słowno-muzycznej[31] (2024)